# Sainte-Euphémie
Sainte-Euphémie là một xã ở tỉnh Ain, vùng Auvergne-Rhône-Alpes thuộc miền đông nước Pháp.